# ジェラルド・コーエン
ジェラルド・アレン・“ジェリー”・コーエン（Gerald Allan "Jerry" Cohen、1941年 - 2009年）は，カナダ出身の哲学者。コーエンはオックスフォード大学のオール・ソウルズ・カレッジで，名誉あるチチール社会政治理論教授を務めた。

## 背景
1941年4月14日、ケベック州モントリオールのユダヤ系だが徹底的に反宗教的で共産主義の家に生まれたコーエンは、モリス・ウィンチェフスキー・スクール、ストラスコナ・アカデミー、アウトルモント高校で教育を受けた
。その後、彼はカナダのマギル大学で教育を受け哲学及び政治学の学士号を、その後オックスフォード大学でアイザイア・バーリンやギルバート・ライルの指導の下、哲学の修士号(BPhil)を得た。

## 経歴
コーエンはユニヴァーシティ・カレッジ・ロンドン（University College London）哲学部で、専任講師（assistant lecturer：1963年から1964年）、講師（lecturer：1964年から1979年）、準教授（reader：1979年から1984年）をそれぞれ勤め、1985年にオックスフォード大学のチチール教授職に着任した。彼の教え子には、ジョナサン・ウルフ（哲学）、マイケル・オオツカ、ウィル・キムリッカら現代政治哲学で重要な役割を果たしている研究者たちがいる。
分析的マルクス主義の提唱者として，またセプテンバー・グループのメンバーとして知られたコーエンは、1978年の『カール・マルクスの歴史理論：その擁護』で、カール・マルクスの史的唯物論の「経済決定論」、「技術決定論」として批判され時代遅れとされてきた解釈を擁護した。
『自己所有権、自由、平等』では、コーエンは社会主義の立場に立ち、ジョン・ロールズやロバート・ノージックに対抗する道徳的議論を試み、ロック流の自己所有権の原理とリバタリアンの規範理論を擁護するのに自己所有権を用いることに対して、広範な批判を行った。
『もしあなたが平等主義者なら、どうしてそんなにお金持ちなのですか？』では、コーエンは、平等主義の政治原理が、それに同意する人たちの行動にとって意味するものは何かという問いを提示している。
『Rescuing Justice and Equality』では、ジョン・ロールズに代表されるリベラルの思想から「平等」と「正義」の価値の救出を試みている。ロールズ理論の「平等」に対するコーエンの主要な批判は、ロールズの格差原理が才能豊かな人々に対するインセンティブを是認することで「平等」の価値を犠牲にしているという点である。「正義」に対する主な批判は、ロールズ的な構成主義によって導出されるのは、正義それ自体のような根源的諸原理(fundamental principles)ではなく、それらから派生する規制の諸ルール（rules of regulation）であり、ロールズがそれら二つの区別に失敗しているという点である。
哲学的討論の場で、コーエンは華やかで奔放な議論スタイルで知られていた。親友でもある哲学者ジェラルド・ドワーキンによれば、「あまりにも不適切、私的、奇妙、あるいは当惑させるような話題であっても、突然会話に持ち出されないものは何ひとつなかった」という。
2009年8月5日、コーエンはオックスフォードのジョン・ラドクリフ病院で脳卒中のため68歳で死去した。

## 『カール・マルクスの歴史理論：その擁護』
コーエンの1978年の著作『カール・マルクスの歴史理論：その擁護』は、マルクス主義の学説である史的唯物論のラディカルな再解釈である。コーエンは現代の分析哲学の技法を用いて、リベラル派や「ブルジョアジー」の社会理論の言葉で、マルクスの歴史理論を構築した。この著作は、英米の分析哲学や社会科学をツールとして用いて、マルクス主義を調査し再構築しようとする学派、後に「分析的マルクス主義」として知られるようになった潮流の始まりであったと考えられている。
コーエンの理論は、結論はマルクス主義の議論としては極めてオーソドクスなものであったが、彼が用いた用語や前提や方法は、マルクス主義の批判者たちのものだった。コーエンの理論は、現在哲学で用いられる論理分析や言語分析を使うとともに、現在の社会科学でよく知られている方法論的個人主義とホモ・エコノミクスに見られるような諸個人の客観的合理性(objective rationality)、あるいは完全合理性(unbounded rationality)を、議論の前提やツールとして用いている。
分析的マルクス主義は時に「合理選択マルクス主義」(Rational Choice Marxism)とも呼ばれるが、これに対しては次のような反論を行う者がいる。
実のところ、分析的マルクス主義者は上記の通りのアプローチを採用しているのである。分析的マルクス主義と多くのそれ以前の「マルクス主義」を真に隔てるものは、マルクス主義に残る「弁証法的」あるいは「全体論的」方法を拒絶するか否かという点にある。つまり、分析的マルクス主義者は、階級や他のどんな存在も、そうした存在を作り出したのは個人の行動の結果であるとして考えるべきであって、階級やその他の存在自体が行動すると受け取るべきでないと考える。分析的マルクス主義者は、合理的人間／ホモ・エコノミクスという新古典派経済学の前提に同意していないが（彼らが時にはこの前提をツールとして用いることはあっても、現実を描写するのには用いない）、にもかかわらず主流派の方法論には同意する傾向がある。こうした技法を用いる人たちが説明のために用いる、人間の本性についての方法論的仮説と、人間の本質についての理論そのものとを区別することを怠れば、混乱してしまうだろう。
分析的マルクス主義や合理選択マルクス主義は、（かつてマルクスが同時代の理論に対してそうしたのと同じように）ブルジョアジーの理論に対して、ブルジョワジー理論それ自体の用語を用いて挑戦する。人間の合理性は、資本主義を批判する際に、とてもよい出発点を与えてくれる可能性があるが、社会的公正の概念を考え直すにも足場を与えてくれる。多くの分析的マルクス主義者と同様、コーエンもまた最近の著作で、公正の概念について論じている。

## 『Rescuing Justice and Equality』
コーエンは、本書においてジョン・ロールズに代表されるリベラルの思想から「平等」と「正義」の価値の救出をそれぞれ第一章、第二章で試みている。
ロールズ理論の「平等」に対するコーエンの主要な批判は、ロールズの格差原理が才能豊かな人々に対する（社会的、経済的豊かさなどの）インセンティブ（誘引、動機付け）を是認することで「平等」の価値を犠牲にしているという点である。コーエンによれば、そのようなインセンティブがなかった場合に裕福な人々が自身の労働投入量を減少させるというのは、標準的なケースにおいては、客観的な事実ではなく彼らの意思によるものとされる。コーエンはこの状況を、裕福な人々はそのようなインセンティブなしでも熱心に働けるのにもかかわらず、暮らし向きの悪い人々に対して追加のインセンティブを要求しているという風に描写する。この描写をコーエンは、子供を誘拐した犯人が子供の両親に対して「身代金を支払わなければ私は子供を返さない」という例と類比する。ここでも、誘拐犯が子供を返さないというのは客観的事実ではなく、彼の意思による可変的事実である。そして、誘拐犯の主張が道徳的に認められないように、裕福な人々によるインセンティブの主張も道徳的に認められないのではないかとコーエンは主張する。そして、このような道徳的に認められない主張は、ロールズの格差原理が表現するとされる「友愛」の価値と矛盾すると指摘する。こうして、ロールズは「インセンティブ」と「友愛」の二者択一を迫られるが、コーエンは「友愛」を選ぶべきだと主張し、そのためには格差原理が厳格に諸個人の日常生活における諸選択にも適用しされ、人々は「平等主義的エートス」を持つ必要があると論じる。

「正義」に対する主な批判は、ロールズ的な構成主義によって導出されるのは、正義それ自体のような根源的諸原理(fundamental principles)ではなく、それらから派生する規制の諸ルール（rules of regulation）であり、ロールズがそれら二つの区別に失敗しているという点である。ロールズが原初状態において、特定の一般的諸事実に基づいて正義の原理が選択されると論じる一方で、コーエンによれば、「根源的諸原理」はいかなる諸事実にも基づかないものであり、人々によって「選択」される対象ではないとされる。諸事実に基づき、人々によって選択されるのは、道具的な役割によって根源的諸原理を等の諸原理の持つ価値に役立つ「規制の諸ルール」であり、したがってロールズは「根源的諸原理」と「規制の諸ルール」を誤って同一視しているとコーエンは批判を行う。

## 著書
- Karl Marx's Theory of History: A Defence, (Princeton University Press, 1978).
- “The Structure of Proletarian Unfreedom” (英語). Philosophy & Public Affairs 12 (1):  3–33. (Winter 1983).  オリジナルの14 June 2025時点におけるアーカイブ。 2025年6月18日閲覧。. Included in History, Labour, and Freedom (1988) pp.255-282
- "Marx and Locke on Land and Labour" Proceedings of the British Academy 71, 1985 (1986)
- History, Labour, and Freedom: Themes from Marx, (Clarendon Press, 1988).
- "Incentives, Inequality, and Community" The Tanner Lectures On Human Values, Delivered at Stanford University May 21, 23, 1991
- Self-ownership, Freedom, and Equality, (Cambridge University Press, 1995).

松井暁・中村宗之訳『自己所有権・自由・平等』（青木書店, 2005年）
- “Freedom and Money” (PDF). Revista Argentina de Teoría Jurídica 1 (1):  1–32. (1999).  オリジナルの14 January 2025時点におけるアーカイブ。 2025年6月18日閲覧。.(orig. presented as Isaiah Berlin Memorial Lecture, May 1998).[13][14]
- If You're an Egalitarian, How Come You're So Rich?, (Harvard University Press, 2000).

渡辺雅男・佐山圭司訳『あなたが平等主義者なら、どうしてそんなにお金持ちなのですか』（こぶし書房, 2006年）
- Rescuing Justice & Equality, (Harvard University Press, 2008).
- Why Not Socialism?, (Princeton University Press, 2009).[15][11]
- On the Currency of Egalitarian Justice, and Other Essays in Political Philosophy,(Princeton University Press, 2011).

## 関連書
- The Egalitarian Conscience: Essays in Honour of G. A. Cohen, edited by Christine Sypnowich(Oxford Univ Press on Demand,2006).
- Justice, Equality and Constructivism: Essays on G. A. Cohen's Rescuing Justice and Equality,edited by Brian Feltham(Wiley-Blackwell,2009).

## さらに読む
- O'Grady, Jane (2009年8月10日). “GA Cohen” (英語). The Guardian. 2024年1月24日時点のオリジナルよりアーカイブ。2025年3月22日閲覧。(英語）
- Wolff, Jonathan (2011). “Gerald Allan Cohen 1941–2009”. Proceedings of the British Academy 172:  49–67.  オリジナルの7 March 2024時点におけるアーカイブ。 2025年3月14日閲覧。.